# Gabrovo
Gabrovo (bulharsky Габрово) je město na centrálním severu Bulharska. Leží na březích řeky Jantra, na severním úpatí centrální části pohoří Stara planina. Je správním střediskem stejnojmenné oblasti a obštiny. Žije tu přibližně 51 tisíc obyvatel.
Název města pochází ze slova габор (habr). Město je známo jako dějiště mnoha bulharských anekdot, sídlí zde Dům humoru a satiry, kde se pravidelně koná mezinárodní humoristický festival. Město má technickou univerzitu, je vyhledáváno turisty jako východiště horských túr i díky nedalekému skanzenu Etar dokumentujícímu způsob života od poloviny 18. století do roku 1945.
O vzniku Gabrova existuje mnoho legend. Podle jedné z nich ho založil potulný kovářský mistr Račo Kovača, který se usadil pod habrem asi před 250 lety.

## Historie
Nejstarší stopy po zdejším trvalém osídlení se nacházejí 2 km východně od města na místě bývalé pevnost Gradište, která existovala až do počátku 7. století. Její vznik je datován do 4. století, a to podle zlatých a měděných mincí z doby římských císařů Konstantina Velikého a Justiniána II. Archeologické vykopávky zde odhalily zeď o délce asi 4 km, která pevnost obklopovala, 42 hustě postavených obytných budov, prostory posádky střežící pevnost, hlavní vchod a tři strážní věže. V nejvyšší části pevnosti se nacházel hlavní chrám, postavený ve 4. století a o něco později byla přistavěna křtitelnice. Pevnost byla mnohokrát zničena a přestavována a předpokládá se, že přestala existovat po pádu Bulharské říše.
Vlastní osada vznikla ve středověku na strategickém místě v blízkosti průsmyků přes Starou planinu. Počátky osady se nacházejí u místa Toplika poblíž pramene na cestě do balkánských hor na úpatí kopce Petkova Niva. V centru dnešního města byla v letech 1985 a 1989 rozkryta vícevrstvá nekropole, která existovala v období od 13. do 19. století, a pozůstatky kostela svaté Petky. Předpokládá se, že kostel byl postaven k příležitosti převozu ostatků svaté Petky Bulharů v roce 1298 z Epibatu do Trnova, čímž se potvrzuje existence zdejšího osídlení již v době druhé bulharské říše. Na konci 12. století se zde rozvíjela řemesla a obchod, výroba byla spojena s obsluhováním a údržbou průchodů přes horské průsmyky – kovářství, zbrojařství atd.
V letech osmanské nadvlády bylo Gabrovo významným řemeslným a obchodním centrem. První název obce – Gabruva se nachází v osmanském berním rejstříku z roku 1478 a současný se objevuje až od 17. století. V roce 1622 procházel průsmykem Šipka  Evlija Čelebi s ozbrojeným oddílem 500 mužů, kteří táhli do války proti Rakousku. Podle jeho cestopisu: „Gabrované, kteří mají za povinnost střežit průsmyk, neváhají přepadávat turecké kurýry, malé skupiny vojáků a další cestující, kteří jím procházejí.“ Cestou dolů do Gabrova „na úzkém, divokém a skalnatém místě, vhodném pro přepadení hajduky“, byl jeho oddíl napaden a Turci bojovali dvakrát; o Gabrovu napsal: „Bože, odpusť mi, ale vesnice je vzpurná, nezůstává tu pět nebo deset lidí… Jedním slovem, tito rolníci se dopouštějí loupeži na hoře Šipka, ve své vesnici neubytují ani 150 – 200 jezdců a ti, kteří se tam usadí silou, si nemohou být jisti zdravím. Ať moudří nechodí do těchto hor, neboť v zimě i v létě je tam mnoho lupičů.“ Jeden ze starších písemných dokumentů zmiňujících Gabrovo je z roku 1704 a žádá se v něm o povolení k opravě kostela svaté Petky. V žádosti se uvádí, že kostel „je náš od dobytí až do dnešního dne“, z čehož se usuzuje, že kostel byl postaven před pádem Bulharska pod osmanskou nadvládu (1396).
V roce 1798 bylo město vypáleno v souvislosti s potlačováním krdžalijů. Přitom byl zničen kostel svatého Jana Křtitele, který byl původně postaven nejspíš v 16. století, ale na jaře roku 1799 byl znovu postaven. Během bulharského obrození se Gabrovo začalo rychle hospodářsky rozvíjet, a proto tu v roce 1835 byla otevřena první bulharská sekulární škola a v roce 1872 střední škola. Byly postaveny krásné domy, kostely, mosty, kašny, věž s hodinami (1835). Již před tím tu stálo množství vodních mlýnů a provozovalo se mnoho řemesel – kovářství, nožířství, hrnčířství, pletení, zpracování kůže a mnoho dalších. V roce 1860 bylo Gabrovo prohlášeno městem. Felix Kanitz konstatoval, že v 70. letech 19. století „to byla velká dílna“ a že se jednalo o „město, které žije z vody“, s odkazem na široce používanou vodní sílu. Sláva výrobků z Gabrova se rozšířila po celé Osmanské říši i mimo ni. V Bukurešti byla po něm nazvána ulice Gabroveni. Obyvatelé města se aktivně účastnili povstání kapitána Ďada Nikoly v roce 1856, Tarnovského povstání v roce 1862, a bojovali v oddílech Chadžiho Dimitara. V roce 1868 založil Vasil Levski v místním klášteře revoluční výbor. který téhož roku podpořil odbojný oddíl Stefana Karadži (1868). Místní obyvatelé se zapojili do dubnového povstání, přičemž se zde zformoval oddíl Canka Ďustabanova, a po jeho porážce někteří vstoupili do oddílu Christa Boteva.
Po osvobození a vzniku Bulharského knížectví zde podnikatelé Ivan Kalpazanov a Vasil Karagjozov postavili v roce 1882 textilní továrnu a vybavili ji moderními německými stroji. Díky rozvinutému textilnímu průmyslu se městu říkalo „bulharský Manchester“. V roce 1889 zde bylo otevřeno gymnázium pojmenované na počest svého zakladatele Vasila Aprilova. V roce 1906 bylo na některých ulicích v centru instalováno elektrické osvětlení, napájené z vodní elektrárny Usteto postavené Ivanem Chadžiberovem. Díky obchodnímu spojení se Saskou Kamenicí, kde byly v roce 1881 vyrobeny textilní stroje, zde byl zřízen německý konzulát s konzuly Vasilem Karagjozovem (1926 – 1933) a Koljo Karagjozovem (1934 – 1935). V roce 1959 nechala komunistická vláda zbořit klášter v centru města.

## Osobnosti
- Vasil Aprilov (1789–1847), lékař, spisovatel, mecenáš, propagátor školství, postava bulharského národního obrození

## Obyvatelstvo
Ve městě žije 52 289 obyvatel a je zde trvale hlášeno 60 309 obyvatel. Podle sčítání 1. února 2011 bylo národnostní složení následující:
- Bulhaři: 54 227 (97.9 %)
- Turci: 473 (0.9 %)
- Romové: 343 (0.6 %)
- ostatní: 344 (0.6 %)

## Partnerská města
- Aalst, Belgie
- Kumanovo, Severní Makedonie
- Kutaisi, Gruzie
- Mittweida, Německo
- Mytišči, Rusko
- Mohylev, Bělorusko
- Nowy Sącz, Polsko
- Panevėžys, Litva
- Prešov, Slovensko
- Thun, Švýcarsko
- Černihiv, Ukrajina
- Şəki, Ázerbájdžán
- Petach Tikva, Izrael
- Sisak, Chorvatsko[10]